# Karnevalslied
Ein Karnevalslied (oder Faschings-, Fastnachtslied, Karnevalsschlager) ist eine Art des Lieds, das überwiegend saisonal während Karneval, Fastnacht und Fasching gespielt und gesungen wird.

## Allgemeines
Für die Einordnung als Karnevalslied ist ausschließlich der Inhalt des Liedtextes heranzuziehen. Ist dieser Text in einem Dialekt (etwa Kölsch, Bairisch oder Rheinfränkisch) verfasst, liegt die Zuordnung zum Karnevals-, Stimmungs- oder Trinklied nahe. Zu den Karnevalsliedern gehören auch Stimmungs- und Trinklieder, aber nicht alle Stimmungs- und Trinklieder sind auch Karnevalslieder.
Wie stark sich das Brauchtumslied als Integrationsträger manifestiert, zeigt sich beim Karnevalslied in Köln. Hier hat sich ein komplexes Repertoire aus traditionellen Volksliedern, Dialektüberlieferungen, alten Karnevalsschlagern oder jährlich neu produzierten Karnevalsliedern herausgebildet, das als „Kölner Lied“, das auch über die Kölner Region hinaus das ganze Jahr fest eingebunden ist. Beispielsweise avancierte das 2003 entstandene Viva Colonia der Höhner auch überregional zum festen Bestandteil vieler Veranstaltungen ohne Karnevalsbezug, ebenso das 1952 veröffentlichte Karnevalslied So ein Tag, so wunderschön wie heute der Mainzer Hofsänger bei erfolgreichen Sportveranstaltungen.

## Geschichte
Das Florentiner Karnevalslied („canto carnascialesco“) war ein solches drei- oder vierstimmiges Aufzugslied mit Masken und inhaltlichem Akzent auf heiteren Texten. Es erlebte seine Blütezeit während der Regierungszeit des Lorenzo il Magnifico (1469–1492). Lorenzo schrieb diese Karnevalslieder selbst, sie fußten auf den herkömmlichen Tanzliedern („canti a ballo“).
Die Nonne Anna (möglicherweise Pfalzgräfin Anna von der Pfalz; * 1461, † 21. April 1520) soll um 1500 Kölns erstes Karnevalslied notiert haben, als der Nonnenkarneval am Donnerstag zum Vorläufer der späteren Weiberfastnacht wurde. Das Liederbuch der Anna von Köln umfasste 82 Lieder (davon 24 mit Melodieaufzeichnung), wobei Nr. 34 tituliert ist als Mit Freuden wollen wir singen (komponiert vom Kempener Prediger Johann Bruckmann).
Christian Samuel Schier (* 31. März 1791 in Erfurt, † 4. Dezember 1824 in Köln) brachte 1823 in Köln zur Inthronisierung des „Helden Karneval“ (heute: „Prinz Karneval“) die Cölner Melodie heraus, die als erstes Karnevalslied Kölns gilt.

## Entstehung
Karnevalslieder entstehen in Deutschland meist in Fastnachts- bzw. Karnevalshochburgen Köln, Mainz und Düsseldorf. Ihre Texte sind entweder im regionalen Dialekt oder auf Hochdeutsch verfasst und beziehen sich thematisch meist auf die Region, aus der sie stammen. Nur wenige Karnevalslieder werden überregional verwendet und sind „regionsneutral“. Hierzu gehören etwa Der treue Husar (Heinrich Frantzen, 1924), Du kannst nicht treu sein mit den Metropol Vokalisten (Gerhard Ebeler; Dezember 1935), Kornblumenblau (Jupp Schlösser; Oktober 1937), Bums Valdera (Willibald Quanz; März 1948) oder Schnaps, das war sein letztes Wort (November 1960), von dem 900.000 Exemplare verkauft wurden. Der Titel wurde sogar von Billboard als bestverkaufte Platte an Rang 4 geführt.

### Köln
Der Kölner Karneval kann auf die längste Liedtradition zurückgreifen. Dabei gibt es eine traditionelle (bis 1970) und eine modernere Phase (ab 1970). Insgesamt umfasst das Repertoire an Karnevals- und Stimmungsliedern mit Kölner Hintergrund zwischen 10.000 und 20.000 Liedern.

#### Traditionelle Phase
Köln wetteiferte seit 1823 mit Rom und Venedig um die Karnevalsgunst und überbot beide Städte dadurch, dass es „seinen Tollheiten und Lustigkeiten eine künstlerische Unterlage gibt“. Eine erste systematische Sammlung von „Carnevals Liedern“ erschien als Bellen-Töne, Sammlung der kölnischen Karnevalslieder 1823–1834 mit 236 Liedern, davon 17 in Kölsch. Eine neue Ausgabe kam Zur Erinnerung an das Jubeljahr des Carnevals 1873 mit 202 Liedern (davon 44 in Kölsch) auf den Musikmarkt. Das in kölscher Sprache verfasste Karnevalslied vom Karusselchesmann (Josef Roesberg; 1868) griff ein lustiges Thema um das Kirmesfest auf. Roesberg wusste um die Bedeutung von Stimmungsliedern, denn er war Inhaber des Weinhauses Zum Hahnen in der Kölner Minoritenstraße. Ein weiteres Beispiel war Mer sin doch nit zom Vergnögen he (H. Weise; 1891), das die Einführung der Vergnügungssteuer für Karnevalsveranstaltungen kritisierte.
Kölns bedeutendstem Komponisten und Texter von Heimat- und Karnevalsliedern Willi Ostermann gelang 1907 der Durchbruch mit Dem Schmitz sing Frau eß durchjebrannt. Er beschränkte sich danach nicht auf rein kölsche Lieder, sondern schrieb auch hochdeutsche Schlager, insbesondere Walzer- und Marschlieder mit den gängigen Themen „Rhein“, „Wein“, „Weib“ und „Gesang“. Der Ostermann-Schlager Rheinland-Mädel („Drum sollt’ ich im Leben ein Mädel mal frei´n, dann muss es am Rhein nur geboren sein“) ging dem Spiegel zufolge 1927 mit einer Million Auflage durch die Plattenpresse und erwirtschaftete einen Saisongewinn von 130.000 Gold-Mark. Es folgten Schlager wie Denn einmal nur im Jahr ist Karneval (1929) oder Einmal am Rhein (1931).
Während und nach dem Zweiten Weltkrieg übernahmen De Vier Botze, Jupp Schmitz, Gerhard Jussenhoven, Jupp Schlösser oder Karl Berbuer als Komponisten und Interpreten die kreative Aufgabe und sorgten für neue Karnevalslieder. Karl Berbuers Munteres Rehlein Du (1939) setzte 300.000 Exemplare um. Sein Heidewitzka, Herr Kapitän (1936) wird ebenso noch heute gesungen wie der Trizonesien-Song (November 1948); beide wurden alternativ zeitweilig sogar irrtümlich als deutsche Nationalhymne im Ausland gespielt.

#### Modernere Phase
Die modernere Phase begann 1970 durch den außerordentlichen Erfolg der Bläck Fööss. Sie hatten als Coverband und Rockband begonnen und übernahmen kölsche Lieder vom Komponisten Hans Knipp, verfassten später zunehmend auch eigene Lieder, die teilweise überregional bekannt wurden. Diesem Beispiel folgten Gruppen wie die Höhner (1972) oder Brings, die erstmals 2001 im Karneval auftraten. Mit Einzug der Popmusik übernahmen diese Gruppen teilweise auch fremdsprachige Originale und versahen sie mit kölschen Texten, so dass einige Karnevalslieder Coverversionen ausländischer Originale darstellen.
Die kölschen Karnevalslieder beinhalten auch zahlreiche musikalische Elemente, die den Lokalpatriotismus wecken sollen, und die Stadt und der Rhein nehmen hier eine wichtige Position ein. In Karnevalshits wie Drink doch eine met (1971), Mer losse d’r Dom en Kölle (1973) oder Kaffeebud (1978; alle von den Bläck Fööss) kommt die Kölner Lebensart zum Ausdruck. Viva Colonia von den Höhnern (2003) erlangte auch überregionale Popularität, erreichte Rang 20 der deutschen Hitparade und wurde etwa 150.000 Mal verkauft. Der Titel wurde einer Erhebung des WDR aus dem Jahre 2011 zufolge zum beliebtesten Karnevalslied in NRW gewählt.

### Mainz
Die Mainzer Fastnacht hat eine Vielzahl auch überregional bekannt gewordener Karnevalslieder hervorgebracht. Die Mainzer Hofsänger verkauften von So ein Tag, so wunderschön wie heute (August 1959) 300.000 Exemplare und haben das Lied deutschlandweit bekannt gemacht. Es wird außerhalb der Karnevalssaison bei Sportveranstaltungen gesungen. Das Kinderlied Heile, heile Gänsje wurde erstmals von Martin Mundo 1929 in der Mainzer Fastnacht vorgetragen und kam in einer Version von Ernst Neger als Schallplatte 1962 auf den Markt. Neger hatte einen noch größeren Erfolg mit Humba Täterä (1963), das wegen seiner zweiten Strophe heute gerne bei Fußballveranstaltungen gesungen wird. Mit Rucki Zucki landete Neger einen weiteren Karnevalshit (1973). Margit Sponheimer machte Am Rosenmontag bin ich geboren unsterblich (Dezember 1969).

### Düsseldorf
Im Vergleich zu den Karnevalshochburgen Köln oder Mainz verfügt der Düsseldorfer Karneval über relativ wenige eigene Karnevalslieder; an einer Liedhistorie fehlt es ganz. Als Ersatz wird auf Veranstaltungen häufig auch auf Kölner Karnevalslieder oder überregionale Stimmungslieder zurückgegriffen. Das älteste als Karnevalslied benutzte Stück ist das von Hans Reichert komponierte Am Alten Schlossturm (1936), das vom Düsselschlösschen handelt.
Düsseldorfer Lieder der Neuzeit sind insbesondere von Hans Lötzsch … wo bleibt unser Altbier? (1978), von Jupp Schäfers Mer sind us de Aldestadt (1985), Der Clou von der Gruppe Düsseldorfer (1998); Die Paldauer wurden 1999 mit Düsseldorfer Girl Sieger der ZDF-Hitparade, NMZS brachte 2007 mit Düsseldorf eine Rap-Hommage auf die Stadt heraus. Die schönste Stadt am Rhein von Vino ist ebenfalls ein Rap (2008). Als führende Karnevalsgruppe hat sich das Sextett Alt Schuss etabliert, das 2004 mit seinem ersten Hit Die Sterne funkele eine Stadt-Hymne kreierte; es folgten Düsseldorf (2004), Weil ech en Düsseldorfer bin (2014) oder An d’r längsten Theke der Welt (2014).
Das Trio Düssel-Disharmoniker greift mit Da schwimmt ’ne Kölner (2010) die Rivalität zwischen Köln und Düsseldorf auf. Das Lied Zehn kleine Jägermeister von der Punkband Die Toten Hosen (1996) wird auch im Karneval gesungen. Die Kompilationen Sang & Klang Op Platt – Düsseldorfer Singen Mundart (9 mundartliche Titel auf Platt; 1985) und Närrische Hits aus Düsseldorf (17 Titel; 2000) sind Zusammenfassungen mit Liedern aus der Region.

## Inhalt und Zweck
Das Karnevalslied ist neben den Karnevalsumzügen und den Karnevalssitzungen ein wichtiges Element im Karneval. Beim Karnevalslied handelt es sich um eine deutsche Domäne, die von ausländischen Einflüssen weitgehend unberührt geblieben ist. Es zielt darauf ab, das Publikum zu aktivieren, insbesondere zum Mitsingen, Schunkeln oder Tanzen zu bewegen. Es stellt eine besondere Form des Stimmungslieds dar und ist neben den Trinkliedern meist saisonal auf die Karnevalszeit begrenzt. Seine Texte sind deshalb überwiegend mit Karnevalsthemen verbunden.
Es „will der Freude und der Narrheit Ausdruck geben, Humor verbreiten, aber auch Lebensweisheiten vermitteln“. Karnevalslieder zeichnen sich durch ihren humoristischen, ironischen oder parodistischen Inhalt aus und greifen geschichtliche oder aktuelle Themen auf wie städtebauliche Veränderungen, kulturelle Errungenschaften oder thematisieren Stimmung, Alkohol oder den Karneval selbst. Ein wichtiger Bestandteil ist der Refrain, der zum Mitsingen einladen soll, deshalb möglichst einfach strukturiert ist und bereits nach einmaligem Hören mitgesungen werden kann.

## Autoren
Liedtexter und Komponisten vieler Karnevalslieder stammen aus Köln, wo es auch die meisten Karnevalslieder gibt. Ihre Musikwerke wurden meist über die Kölner Verlagsgruppe Hans Gerig verlegt. Einer der ersten war Willi Ostermann, der 1899 seine Komposition Et Düxer Schötzefeß vorstellte. Es folgte Emil Jülich (1854–1923), der als Kaufmann und Komponist in Köln tätig war und sein Bekenntnis aus dem Jahr 1905, dass die Kölner nicht auf den Karneval verzichten können.
August Schnorrenberg begann 1913 mit seiner künstlerischen Tätigkeit, Gerhard Jussenhoven folgte 1937 (Kornblumenblau); er arbeitete oft mit dem Texter Jupp Schlösser zusammen. Fritz Weber, Heinrich Frantzen, Kurt-Adolf Thelen, August Batzem und Karl Berbuer waren weitere wesentliche Liedschreiber.
Nach dem Zweiten Weltkrieg folgten weitere Komponisten und Texter Kölner Liedguts, die ihre Titel teilweise auch selbst sangen und deren Musik mittlerweile als klassisch angesehen werden kann, so zum Beispiel Jupp Schmitz, Günter Eilemann, der das Eilemann-Trio gründete, Toni Steingass, Ludwig Sebus, Günter Dahmen und Marie-Luise Nikuta, die neben weiteren Titeln auch über Jahrzehnte hinweg die jährlichen Mottolieder des Kölner Karnevals komponierte, textete und auch selbst sang. Hans Knipp trat zwar nicht selbst als Interpret in Erscheinung, komponierte jedoch u. a. zahlreiche Titel für die Bläck Fööss.